# Pomacentrus pavo
Pomacentrus pavo ist ein im Indopazifik verbreiteter Fisch in der Familie der Riffbarsche.

## Merkmale
Die Exemplare werden bis 110 mm lang. Sie besitzen eine blaue Grundfarbe, die gelegentlich auf grünblau wechseln kann. Auf jeder Schuppe befindet sich ein senkrechter blauer Strich. Typisch sind dunklere Striche im Gesicht und ein schwärzlicher Fleck an der Stelle, die bei anderen Tieren durch die Ohren eingenommen wird. Die Rückenflosse besteht aus 13 Hartstrahlen und 14 bis 15 Weichstrahlen. In der Afterflosse sind zwei Hartstrahlen und 12 bis 14 Weichstrahlen vorhanden.

## Verbreitung und Lebensweise
Das Verbreitungsgebiet reicht vom östlichen Afrika über Südostasien und Australien bis zu den japanischen Ryūkyū-Inseln und zum Tuamotu-Archipel. Pomacentrus pavo hält sich in Lagunen und im Umfeld von Korallenriffen auf und taucht bis zu 16 Meter tief. Die Art bevorzugt die Nähe von Korallen der Gattung Porites und von Acropora pulchra. Die Nahrung besteht aus Algen, kleinen Krebstieren und anderen Organismen des Zooplanktons. Dieser tagaktive Fisch bildet kleinere Gruppen. Weibchen befestigen ihre Eier an festen Objekten. Das Gelege wird danach vom Männchen bewacht.

## Gefährdung
Es sind keine Bedrohungen bekannt und die Gesamtpopulation gilt als groß. Die IUCN listet die Art als nicht gefährdet (least concern).